# 莱尚德洛克
莱尚德洛克（法語：Les Champs-de-Losque，法語發音：[le ʃɑ̃ də lok]）是法国芒什省的一个旧市镇，属于圣洛区。2017年1月1日，莱尚德洛克与邻近的2个市镇合并为新市镇勒米伊莱马赖。

## 地理
莱尚德洛克（49°10'58"N, 1°13'53"W）面积9.31 平方千米，位于法国诺曼底大区芒什省，该省份为法国西北部沿海省份，西、北、东北三面环大西洋，东起顺时针与卡爾瓦多斯省、奧恩省、马耶讷省和伊勒-维莱讷省接壤。
与莱尚德洛克接壤的市镇（或旧市镇、城区）包括：勒奥梅达尔特奈、拉沙佩勒昂瑞热、勒梅尼勒厄里、洛宗河畔勒米伊、特里布乌、蓬埃贝尔。
莱尚德洛克的时区为UTC+01:00、UTC+02:00（夏令时）。

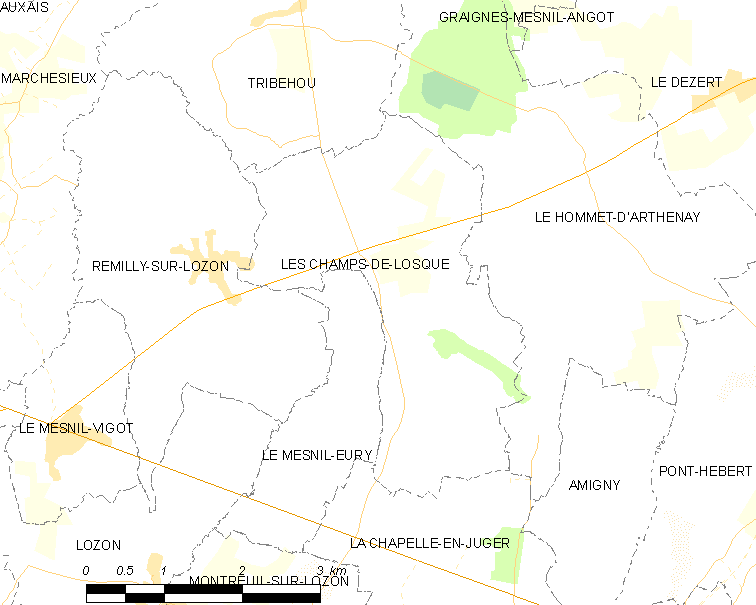
莱尚德洛克的OSM定位图

## 行政
莱尚德洛克的邮政编码为50620，INSEE市镇编码为50119。

## 政治
莱尚德洛克所属的省级选区为蓬埃贝尔县。

## 人口

1962-2008年间莱尚德洛克人口变化图示

莱尚德洛克于2018年1月1日时的人口数量为201人。